# 小暮智美
小暮 智美（こぐれ ともみ、1983年6月23日 - ）は、日本の舞台女優。福島県出身。身長160cm、血液型はO型。青年座所属。

## 出演

### 映画
- 母べえ
- 超高速！参勤交代　リターンズ

### テレビドラマ
- オルトロスの犬 第2話（2009年7月31日、TBS） - 看護師 役
- 新・示談交渉人 裏ファイル2（志水典子）
- 金田一少年の事件簿 獄門塾殺人事件（メイ・スーイン（日本語吹き替え））
- その女、ジルバ（2021年） - 笛吹さや 役
- 准教授・高槻彰良の推察 Season2（2021年、WOWOW）
- 記憶捜査〜新宿東署事件ファイル〜 スペシャル2（2022年6月20日、テレビ東京）
- マイダイアリー 第2話（2024年11月3日、朝日放送テレビ・テレビ朝日系） - 受付社員 役[3]
- ホットスポット 第2話（2025年1月19日、日本テレビ） - インタビューを受ける山梨県民 役[4]

### 吹き替え
- ER緊急救命室シーズンXIV #4（ターニア〈サラ=ジェーン・ドラメイ〉）
- WITHOUT A TRACE/FBI 失踪者を追え!（オペレーター）
- ウォーロード/男たちの誓い
- お願い!プレイメイト
- ギルモア・ガールズ
- グッド・ワイフ2（ナンシー）
- ゴースト 〜天国からのささやきシーズン3#15
- CSI:マイアミ
- ジョージアの日記/ゆーうつでキラキラな毎日（ジョージア・ニコルソン）
- スーパーナチュラル（セイディー）
- スター・トレック
- バビロンZ（ミキ）
- プライベート・プラクティス 迷えるオトナたち
- プリンセスと魔法のキス
- MAD MEN
- ミッシング

### OVA
- IZUMO（橘綾香）
- 黒の断章 第三章（樋口るみ子）
- 最終痴漢電車 Rail-3（2003年、森美里）

### 舞台
青年座公演
- 『見よ、飛行機の高く飛べるを』・本多劇場ほか
- 『ブンナよ、木からおりてこい』・本多劇場・（子蛙）
- 『殺陣師段平』・シアター1010/地方公演・（小女）
- 『明日』・紀伊國屋ホール

外部出演
- 『3 on 3 〜喫茶店で起こる3つの物語』・青年座劇場
- 『みごとな女・わが家』・青年座劇場
- 『家を出た』・シアター風姿花伝
- 『母さん』・俳優座劇場・（ヨネ 他）[5]
- 『ニ十一時、宝来館』・オメガ東京[6]
- 『妻の感覚』・東演パラータ[7]